# AAPT Championships 1999 - Qualificazioni doppio
Le qualificazioni del doppio  dell'AAPT Championships 1999 sono state un torneo di tennis preliminare per accedere alla fase finale della manifestazione. I vincitori dell'ultimo turno sono entrati di diritto nel tabellone principale. In caso di ritiro di uno o più giocatori aventi diritto a questi sono subentrati i lucky loser, ossia i giocatori che hanno perso nell'ultimo turno ma che avevano una classifica più alta rispetto agli altri partecipanti che avevano comunque perso nel turno finale.
Le qualificazioni del doppio del torneo AAPT Championships 1999 prevedevano 4 coppie partecipanti di cui una è entrata nel tabellone principale.

## Teste di serie
1. Nicolas Kiefer /  David Prinosil (Qualificati)

1. Joan Balcells /  Mark Keil (primo turno)

## Qualificati
1. Nicolas Kiefer  /   David Prinosil

## Tabellone

### Legenda
| - Q = Qualificato - WC = Wild card - LL = Lucky loser | - ALT = Alternate - SE = Special Exempt - PR = Protected Ranking | - w/o = Walkover - r = Ritirato - d = Squalificato |

|  | Primo turno | Primo turno                   | Primo turno                   | Primo turno | Primo turno |  |  | Ultimo turno | Ultimo turno                  | Ultimo turno                  | Ultimo turno | Ultimo turno |  |
|  |             |                               |                               |             |             |  |  |              |                               |                               |              |              |  |
|  | 1           | Nicolas Kiefer David Prinosil | Nicolas Kiefer David Prinosil | 6           | 6           |  |  |              |                               |                               |              |              |  |
|  |             | Mark Draper Dejan Petrović    | Mark Draper Dejan Petrović    | 4           | 4           |  |  | 1            | Nicolas Kiefer David Prinosil | Nicolas Kiefer David Prinosil | 6            | 6            |  |
|  |             | Michael Kohlmann Vince Spadea | 3                             | 7           | 6           |  |  |              | Michael Kohlmann Vince Spadea | Michael Kohlmann Vince Spadea | 4            | 4            |  |
|  | 2           | Joan Balcells Mark Keil       | 6                             | 5           | 3           |  |  |              |                               |                               |              |              |  |